# Claudio Scimone
Claudio Scimone (ur. 23 grudnia 1934 w Padwie, zm. 6 września 2018 tamże) – włoski dyrygent i kompozytor muzyki poważnej.
Urodził się w Padwie we Włoszech i studiował dyrygenturę u Dimitriego Mitropoulosa i Franco Ferrary. Zyskał międzynarodową reputację jako dyrygent, a także jako kompozytor. Odnowił wiele dzieł barokowych i renesansowych. Jego dyskografia obejmuje ponad 150 tytułów. i zdobył wiele nagród, w tym Grand Prix du Disque.
Claudio Scimone był założycielem I Solisti Veneti (zespołu, z którym nagrano większość jego nagrań), a w chwili śmierci był honorowym dyrygentem Gulbenkian Orchestra w Lizbonie w Portugalii.
W Filharmonii w Londynie przeprowadził pierwsze nagranie Symphonies Muzio Clementiego.
Claudio Scimone wyreżyserował pierwsze odnowienie weneckiej wersji Maometto secondo przez Rossiniego. 
Claudio Scimone został uhonorowany tytułem Wielkiego Orderu Zasługi Republiki Włoskiej (najwyższe wyróżnienie Republiki). Uzyskał także tytuł magistra prawa na Uniwersytecie w Padwie.